# Héctor Trujillo
Héctor Bienvenido Trujillo Molina (San Cristóbal, 6 aprile 1908 – Miami, 19 ottobre 2002) è stato un politico dominicano.
È stato il 40º Presidente della Repubblica Dominicana, in carica dall'agosto 1952 all'agosto 1960.
Era fratello di un altro Presidente, Rafael Leónidas Trujillo.

## Biografia
Héctor Bienvenido nacque a San Cristóbal nel 1908. Il padre era José Trujillo Valdez, figlio di un sergente spagnolo, che giunse a Santo Domingo come membro delle truppe spagnole di rinforzo durante il periodo dell'annessione, e di Silveria Valdez Méndez, di origini coloniali dominicane.
La madre di Trujillo era Altagracia Julia Molina Chevalier, nota poi come Mama Julia, figlia di Pedro Molina Peña, anch'egli di origini coloniali dominicane, e dell'insegnante Luisa Erciná Chevalier, i cui genitori, sebbene originari di Haiti, erano prevalentemente di origine francese.

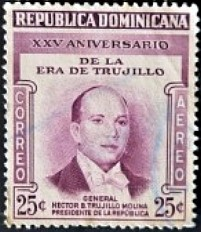
Francobollo di emissione dominicana, con l'immagine di Héctor Trujillo

Héctor El Negro, com'era chiamato e noto popolarmente durante il mandato del fratello Rafael, divenne Segretario della Guerra, della Marina e dell'Aviazione dominicane e dal 1º marzo 1951 al 1º ottobre 1951 fu Presidente della Repubblica Dominicana ad interim. Inoltre ebbe l'opportunità di essere Presidente della Repubblica, anche se come fantoccio agli ordini del fratello Rafael, durante il periodo ultra trentennale di dittatura di quest'ultimo. Il suo mandato ufficiale durò dal 16 agosto 1952 fino al 3 agosto 1960. Sempre su disposizione del fratello, ebbe nel 1959 il grado di Generalissimo, che gli consentiva d'indossare l'uniforme del suddetto rango, come si può vedere da alcune fotografie.
Durante il suo mandato si celebrava la cosiddetta "Feria de la Paz y la Confraternidad del Mundo Libre" (Festa della Pace e del Mondo libero), con la quale si cercava di fornire una buona immagine del paese agli altri Paesi del mondo, per mitigare la cattiva immagine causata dagli assassinii avvenuti durante la dittatura di Rafael Trujillo.
Nelle elezioni presidenziali del 1957 Rafael Trujillo rifiutò nuovamente la sua candidatura alla presidenza ma in cambio propose il fratello Héctor come presidente e quindi si adoperò per cambiare la costituzione, creando la carica di vicepresidente. Le cose andarono secondo i piani di Rafael Trujillo, Héctor Trujillo ottenne nuovamente la presidenza. Nel 1960, per ammorbidire le sanzioni della Organizzazione degli Stati americani e degli Stati Uniti, Rafael Trujillo fece rinunciare al fratello "Negro" la presidenza ed eleggere il giurista Joaquín Balaguer come presidente "fantoccio". Nel 1961, dopo la caduta di Trujillo, Balaguer rimase presidente e uomo forte incaricato di dirigere la Repubblica verso la democrazia ed estirpare il "Trujillismo".
Héctor Trujillo morì il 19 ottobre 2002 a Miami, all'età di 94 anni.